# 유동성 위기
금융경제학에서 유동성 위기(영어: Liquidity crisis)는 유동성이 급격히 부족해지는 현상이다. 유동성은 유동성 (자산이 현금과 같은 유동성 매체로 변환될 수 있는 용이성), 자금 조달 유동성 (차입자가 외부 자금을 조달할 수 있는 용이성), 또는 회계 유동성 (기관의 재무상태표의 건전성을 현금성 자산으로 측정)을 의미할 수 있다. 또한 일부 경제학자들은 시장이 "유동성 거래"(갑작스러운 현금 수요를 충족하기 위해 유가증권을 투자가들이 판매하는 것)를 가격에 큰 변화 없이 흡수할 수 있다면 그 시장을 유동적이라고 정의한다. 이러한 유동성 부족은 자산 가격이 장기 기초 가격 이하로 하락하거나, 외부 자금 조달 조건이 악화되거나, 시장 참여자 수가 감소하거나, 단순히 자산 거래에 어려움이 있음을 반영할 수 있다.
위에서 언급된 요인들은 유동성 위기 동안 서로를 강화한다. 현금이 필요한 시장 참여자들은 자산을 팔기 위한 잠재적 거래 파트너를 찾기 어렵다. 이는 제한된 시장 참여 때문이거나 금융 시장 참여자들이 보유한 현금이 감소했기 때문일 수 있다. 따라서 자산 보유자들은 장기 기초 가격 이하로 자산을 팔아야 할 수도 있다. 차입자들은 일반적으로 유동성이 풍부한 기간에 비해 높은 대출 비용과 담보 요구 사항에 직면하며, 무담보 부채는 거의 얻을 수 없다. 일반적으로 유동성 위기 동안에는 은행 간 대출 시장도 원활하게 기능하지 않는다.
자산 시장 유동성과 자금 조달 유동성의 상호 강화를 통해 작동하는 여러 메커니즘은 경제에 대한 작은 부정적 충격의 효과를 증폭시켜 유동성 부족 및 결국 전면적인 금융위기를 초래할 수 있다.

## 유동성 위기 모델

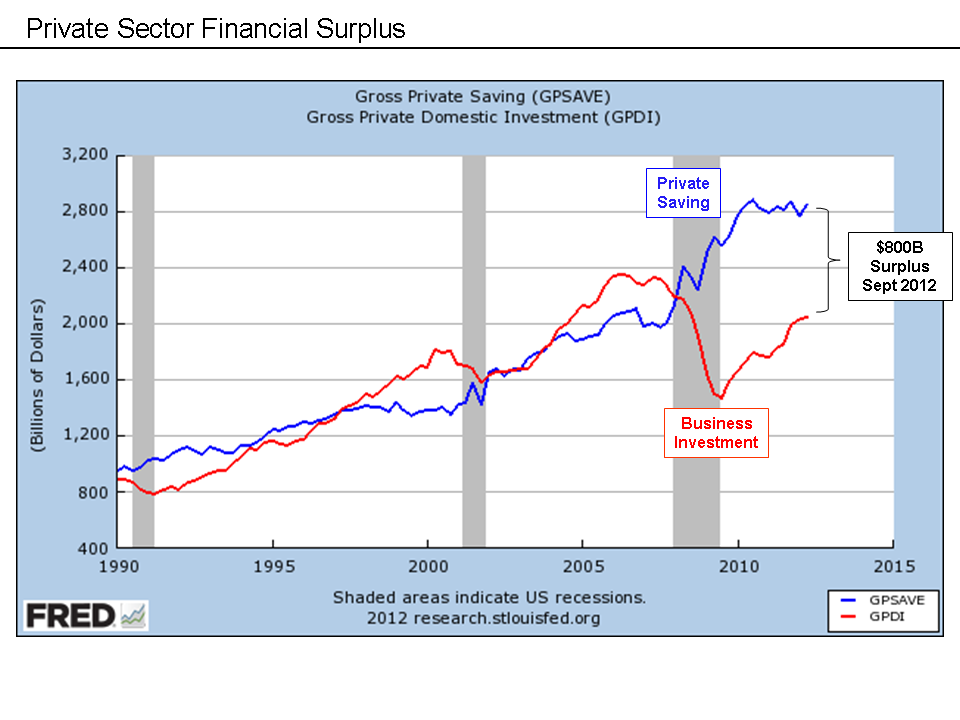
과대평가는 2008년 금융 위기 동안 유동성 위기를 야기했으며, 이 위기에서 주택 버블은 약탈적 대출과 투기로 인해 붕괴될 때까지 성장했다.

유동성 위기와 뱅크런에 대한 가장 초기이자 가장 영향력 있는 모델 중 하나는 1983년 다이아몬드(Diamond)와 딥비그(Dybvig)가 제시했다. 다이아몬드-딥비그 모형은 은행이 본질적으로 비유동적인 자산을 받아들이고 훨씬 더 유동적인 부채(더 원활한 수익 패턴 제공)를 제공함으로써 수행되는 금융 중개가 어떻게 은행을 뱅크런에 취약하게 만들 수 있는지를 보여준다. 이들은 유동성 제공과 사람들 간의 더 나은 위험 공유에 대한 요구불 예금 계약의 역할을 강조하며, 그러한 요구불 예금 계약이 모든 예금주가 공황에 빠져 즉시 예금을 인출하는 바람직하지 않은 균형을 잠재적으로 가질 수 있다고 주장한다. 이는 예금주들 사이에 자기충족적 공황을 야기하는데, 은행이 실패할 것을 우려하지 않았다면 실제로 예금을 남겨두는 것을 선호했을 예금주들조차 인출하는 것을 관찰할 수 있기 때문이다. 이는 '건강한' 은행조차도 실패로 이끌고 결국 경제 전반의 유동성 수축을 초래하여 전면적인 금융 위기로 이어질 수 있다.
다이아몬드와 딥비그는 은행이 순수 요구불 예금 계약을 제공할 때, 실제로 여러 균형이 존재할 수 있음을 보여준다. 신뢰가 유지된다면, 그러한 계약은 실제로 경쟁 시장의 결과보다 개선되어 더 나은 위험 공유를 제공할 수 있다. 그러한 균형에서는 예금주는 최적의 위험 공유 하에 인출하는 것이 적절할 때에만 인출한다. 그러나 에이전트가 공황에 빠지면 그들의 유인책이 왜곡되고, 그러한 균형에서는 모든 예금주가 예금을 인출한다. 청산된 자산은 손실을 보고 팔리기 때문에, 이 시나리오에서는 모든 예금주가 인출하지 않더라도 은행은 모든 자산을 청산하게 된다.
다이아몬드-딥비그 모델에서 예금주들의 인출의 근본적인 이유는 기대치의 변화라는 점에 유의해야 한다. 또는, 은행의 유동적이지만 위험한 자산이 명목상 고정된 부채(요구불 예금)를 더 이상 충당하지 못하여 예금주들이 잠재적 손실을 최소화하기 위해 신속하게 인출할 수 있기 때문에 뱅크런이 발생할 수도 있다.
이 모델은 또한 유동성 위기를 억제하고 심지어 예방하는 데 사용될 수 있는 장치 분석에 적합한 프레임워크를 제공한다(아래에서 자세히 설명).

## 증폭 메커니즘
경제에 가해지는 작은 부정적 충격의 효과를 증폭시킬 수 있는 메커니즘 중 하나는 재무상태표 메커니즘이다. 이 메커니즘 하에서는 금융 시장의 부정적 충격이 자산 가격을 하락시키고 금융 기관의 자본을 침식하여 재무상태표를 악화시킨다. 결과적으로 두 가지 유동성 나선이 발생하여 초기 부정적 충격의 영향을 증폭시킨다. 레버리지 비율을 유지하기 위해 금융 기관은 자산 가격이 낮은 시기에 정확히 자산을 매각해야 한다. 따라서 자산 가격이 투자자의 재무상태표 건전성에 달려 있다고 가정하면, 투자자의 순자산 침식은 자산 가격을 더욱 하락시키고, 이는 다시 그들의 재무상태표로 피드백되는 식으로 이어진다. 이를 브룬너마이어와 페데르센 (2008)은 "손실 나선"이라고 부른다. 동시에 대출 기준과 마진 콜이 강화되어 "마진 나선"으로 이어진다. 이 두 가지 효과는 차입자들이 투매에 나서게 하여 가격을 하락시키고 외부 자금 조달 조건을 악화시킨다.
위에서 설명한 "재무상태표 메커니즘" 외에도, 차입자의 신용 위험과 무관한 이유로 대출 채널이 마비될 수도 있다. 예를 들어, 은행들은 부정적 충격이 발생할 경우 미래의 자본 시장 접근성에 대해 우려하게 되어 자금의 예방적 비축에 나설 수 있다. 이는 경제 내에서 사용 가능한 자금의 감소와 경제 활동의 둔화를 초래할 것이다. 또한, 대부분의 금융 기관이 동시에 대출과 차입에 참여한다는 사실은 네트워크 효과를 발생시킬 수 있다. 여러 당사자가 관련된 환경에서는 상대방 신용 위험에 대한 우려로 인해 상쇄 포지션이 상쇄되지 못하여 교착 상태가 발생할 수 있다. 각 당사자는 상쇄되지 않는 위험으로부터 자신을 보호하기 위해 추가 자금을 보유해야 하므로 시장의 유동성이 감소한다. 이러한 메커니즘은 최근 서브프라임 위기 동안 은행 간 대출 시장에서 관찰된 '교착 상태'를 설명할 수 있는데, 당시 은행들은 서로에게 대출하기를 꺼려하고 대신 준비금을 비축했다.
게다가 유동성 위기는 시장 활동과 관련된 불확실성 때문에 발생할 수도 있다. 일반적으로 시장 참여자들은 새로운 금융 자산과 관련된 위험을 완전히 이해하기 전에 금융 혁신의 흐름에 뛰어든다. 그러한 새로운 금융 자산의 예상치 못한 행동은 시장 참여자들이 이해하지 못하는 위험에서 벗어나 더 유동적이거나 익숙한 자산에 투자하게 만들 수 있다. 이를 정보 증폭 메커니즘이라고 설명할 수 있다. 서브프라임 모기지 사태에서는 부채담보부증권, 주택저당증권 등 복잡한 구조화 금융 상품의 빠른 지지와 이후 포기가 부동산 가격 하락의 영향을 증폭시키는 데 핵심적인 역할을 했다.

## 유동성 위기와 자산 가격
많은 자산 가격은 유동성 위기 동안 크게 하락한다. 따라서 자산 가격은 유동성 위험에 노출되며, 위험 회피 성향의 투자자들은 이 위험에 대한 보상으로 더 높은 기대 수익률을 당연히 요구한다. 따라서 유동성 조정 CAPM 가격 모델은 자산의 시장 유동성 위험이 높을수록 요구 수익률이 높다고 명시한다.
2008년 세계 금융 위기와 1998년 롱텀캐피털매니지먼트 위기와 같은 유동성 위기는 또한 일물일가의 법칙으로부터의 편차를 야기하는데, 이는 거의 동일한 증권이 다른 가격으로 거래됨을 의미한다. 이는 투자자들이 재정적으로 제약을 받고 유동성 나선이 차입하기 어려운 더 많은 증권에 영향을 미칠 때 발생한다. 따라서 증권의 마진 요구 사항이 그 가치에 영향을 미칠 수 있다.

## 유동성 경색 및 유동성 선호
유동성 위기 동안 자주 관찰되는 현상은 유동성 선호로, 투자자들이 비유동적 투자에서 벗어나 현금과 같은 또는 쉽게 팔 수 있는 자산을 찾아 2차 시장으로 이동하는 것이다. 경험적 증거는 유동성 부족 기간 동안, 그렇지 않으면 유사하지만 자산 시장 유동성 측면에서 다른 자산들 간의 가격 차이가 확대됨을 시사한다. 예를 들어, 재무부 채권 가격에는 종종 큰 유동성 프리미엄(어떤 경우에는 10-15%에 달함)이 존재한다. 유동성 선호의 한 예는 1998년 러시아 금융 위기 동안 발생했는데, 이때 재무부 채권 가격이 덜 유동적인 채무 증권에 비해 급격히 상승했다. 이는 신용 스프레드 확대를 초래했고 롱텀캐피털매니지먼트와 다른 많은 헤지 펀드에 막대한 손실을 입혔다.

## 정책의 역할
정부 정책이 유동성 경색을 완화할 여지가 있는데, 이는 다음과 같은 채널을 통해 덜 유동적인 자산을 흡수하고 그 대신 민간 부문에 더 유동적인 정부 보증 자산을 제공함으로써 가능하다.
- 사전적 또는 선제적 정책: 상업 은행 이외의 금융 기관에 대해 최소 자본 (금융)-대-금융 자본 요건 또는 부채-자본 비율에 대한 상한선을 부과하는 것은 더 탄력적인 재무상태표로 이어질 것이다. 다이아몬드-딥비그 모형의 맥락에서, 은행의 뱅크런 취약성을 완화하면서 유동성 및 최적의 위험 공유 제공자 역할을 할 수 있도록 하는 요구불 예금 계약의 예시는 너무 많은 인출이 있을 때 태환 정지를 수반하는 것이다. 예를 들어, 순수 요구불 예금 계약과 동일하지만, 은행의 총 예금 중 특정 비율이 인출된 후 조기에 인출을 시도하면 예금주가 특정 날짜에 아무것도 받지 못할 것이라고 명시하는 계약을 고려해 보자. 이러한 계약은 안정적이고 최적의 위험 공유를 달성하는 유일한 내시 균형을 갖는다.

- 사후 정책 개입: 일부 전문가들은 유동성 위기 시 중앙은행이 하방 보험을 제공해야 한다고 제안한다. 이는 자산 보유자에게 손실에 대한 직접적인 보험을 제공하거나, 자산 가격이 특정 임계값 아래로 떨어질 경우 자산을 구매하겠다고 약속하는 형태를 취할 수 있다. 이러한 '자산 매입'은 해당 자산에 대한 수요를 끌어올리고 결과적으로 자산 가격을 상승시켜 차입자가 직면한 유동성 부족을 완화하는 데 도움이 될 것이다. 또는 정부는 '예금 보험'을 제공하여, 인출하는 모든 사람에게 약속된 수익이 지급될 것임을 보장할 수 있다. 다이아몬드-딥비그 모델의 틀 내에서, 정부가 예금 보험 자금을 조달하기 위해 최적의 세금을 부과한다면 정부 예금 보험을 포함하는 요구불 예금 계약은 최적의 균형을 달성하는 데 도움이 된다. 중앙은행이 개입할 수 있는 다른 메커니즘으로는 유동성 경색 시 시스템에 직접 자본을 주입하거나 부채-자본 스왑에 참여하는 것이 있다. 또한 할인창구 또는 기타 대출 시설을 통해 대출하여 어려움을 겪는 금융 기관에 더 쉬운 조건으로 신용을 제공할 수 있다. 애쉬크래프트(Ashcraft), 가를리누(Garleanu), 페더슨(Pedersen) (2010)은 낮은 마진 요건을 가진 이러한 대출 시설을 통해 신용 공급을 통제하는 것이 자산 가격을 상승시키고 채권 수익률을 낮추며 위기 시 금융 시스템의 자금 조달 문제를 완화할 수 있는 중요한 두 번째 통화 정책 도구(금리 도구 외에)라고 주장한다.[11] 이러한 개입의 이점이 있지만 비용도 따른다. 많은 경제학자들은 중앙은행이 자신을 최종 대부자로 선언한다면, 이는 민간 부문이 해이해지는 도덕적 해이 문제를 야기하고 문제를 더욱 악화시킬 수 있다고 주장한다. 따라서 많은 경제학자들은 최종 대부자 역할은 극단적인 경우에만 사용되어야 하며, 규칙보다는 정부의 재량에 맡겨야 한다고 주장한다.[2][12]

## 신흥 시장의 유동성 위기
일부 경제학자들은 금융 자유화와 외국 자본 유입 증가, 특히 단기 자본 유입이 은행의 비유동성을 악화시키고 취약성을 증가시킬 수 있다고 주장한다. 이 맥락에서 '국제 비유동성'은 한 국가의 단기 외화 부채가 단기간 내에 조달할 수 있는 외화의 양을 초과하는 상황을 의미한다. 경험적 증거는 취약한 기초 경제 요인만으로는 모든 외국 자본 유출, 특히 신흥 시장으로부터의 자본 유출을 설명할 수 없음을 보여준다. 국내 예금 인출과 외국 채권자들의 공황(외국 부채의 만기 및 국제 채무 불이행 가능성에 따라)이 상호작용하는 다이아몬드-딥비그 모델의 개방경제 확장판은 멕시코, 동아시아, 러시아 등에서 관찰된 금융 위기에 대한 그럴듯한 설명을 제공한다. 이 모델들은 국제적 요인이 국내 금융 취약성과 유동성 위기의 가능성을 높이는 데 특히 중요한 역할을 할 수 있다고 주장한다.
자본 유출의 시작은 신흥 시장에 특히 불안정한 결과를 초래할 수 있다. 선진국 은행들이 세계 자본 시장에서 잠재적 투자자들을 다수 보유하는 것과 달리, 정보 마찰은 신흥 시장 투자자들이 '날씨에 따라 변하는 친구'임을 의미한다. 따라서 뱅크런에서 관찰되는 것과 유사한 자기 충족적 공황이 이들 경제에서 발생할 가능성이 훨씬 높다. 더욱이 이들 국가의 정책 왜곡은 역효과 충격의 영향을 확대시킨다. 신흥 시장의 세계 자본 시장 접근이 제한적임을 고려할 때, 국내외 투자자 신뢰의 동시 상실로 인한 비유동성은 금융 및 외환위기를 초래하기에 거의 충분하며, 1997년 아시아 금융 위기가 한 예이다.

## 같이 보기
- 세계 금융 위기 (2007년~2008년)
- 신용 경색
- 금융 가속기
- 지급불능
- 유동성 선호
- 통화량
- 서브프라임 모기지 사태